# River Tame (River Trent)
Der Tame ist ein 285 km langer Fluss in den West Midlands in England.
Er fließt vom Black Country aus durchs nördliche Birmingham und durch Tamworth und mündet in der Nähe von Alrewas in den Trent. Der Name Tame entspringt der keltischen Sprache und bedeutet möglicherweise „dunkel“ oder „sich langsam bewegend“.